# Microtus pyrenaicus
Microtus (Terricola) pyrenaicus (норик піренейський) — вид гризунів родини хом'якові (Cricetidae).
Поширений у Піренеях на півночі Іспанії, у західній і центральній Франції.

## Опис
Хутро жовтувато-коричневого або червонувато-коричневого забарвлення на спині, і сіро-коричневе черево. Хвіст є двобарвним, темніший вгорі, ніж внизу. Розмір тіла — від 9,4 до 10,5 см, а хвоста — 2,7 до 3,4 см. Вага — 18–24 г.

## Спосіб життя
Цей вид населяє узлісся і галявини гірських лісів, де ховається серед рослинності або каміння. Висотний діапазон проживання: 0–2000 метрів. Проживає на деяких природоохоронних територіях. Принаймні в деяких частинах ареалу він поширений локально, досягаючи щільності до 100 особин на гектар; Найбільша щільність — у західній Франції. Це нірний вид, хоча в гірських районах він заривається менше.